# Cruz Militar

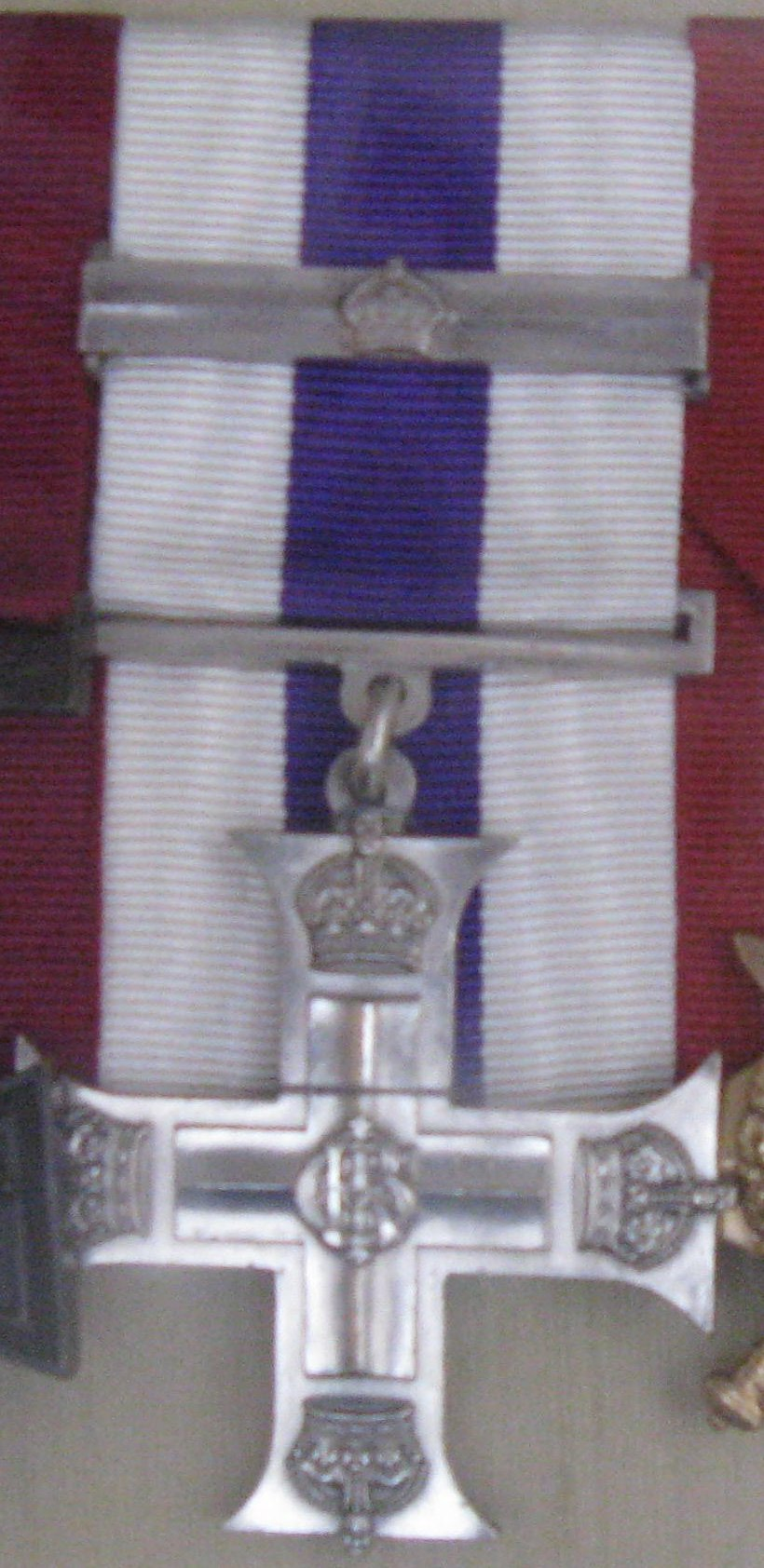
Military Cross (con barra), concedida a Albert Jacka. Emitida en 1916, la Cruz muestra el anagrama real de Jorge V.

La Military Cross (MC) (¨Cruz Militar Británica") es la condecoración de tercer nivel que se otorga a oficiales (y desde 1993 a otros rangos) de las Fuerzas Armadas Británicas; y anteriormente también a oficiales de otros países de la Commonwealth. 
Es concedida en reconocimiento de "un acto o actos ejemplares de valentía durante operaciones activas contra el enemigo en acciones terrestres a todos los miembros de cualquier rango de Nuestras Fuerzas Armadas". En 1979, la Reina Isabel II aprobó una propuesta para que una serie de premios, incluyendo la Cruz Militar, pudieran ser otorgados póstumamente.

## Historia
El premio fue creado el 28 de diciembre de 1914 para Oficiales con mando con el rango máximo de Capitán y para Oficiales especialistas. En agosto de 1916, se introdujeron las "Barras" que se otorgan adicionalmente a la medalla en reconocimiento del resultado de actos posteriores de valentía merecedores del premio. Los receptores de una barra adquieren el derecho de acompañar su nombre con las letras postnominales MC. En 1931 el premio fue extendido a Comandantes y también a miembros de la Fuerza Aérea (Royal Air Force) por acciones terrestres.
Desde la revisión del sistema de honores en 1993 como parte del trámite para obtener distinciones de rango en recompensa por valentía, la concesión de la Medalla Militar (anteriormente la condecoración de tercer nivel para otros rangos) ha sido interrumpida, convirtiéndose en la recompensa de tercer nivel por actos de valentía en tierra para todos los rangos de las Fuerzas Armadas británicas.

### Descripción
- 46 mm de altura máxima, 44 mm de anchura máxima
- Cruz de plata ornamental de brazos rectos con extremos ensanchados, unida a una barra de suspensión sencilla.
- El anverso decorado con coronas imperiales, con el Monograma Real en el centro.
- El reverso es liso, aunque desde 1938 se graba el nombre del receptor y el año del hecho premiado en el brazo inferior de la cruz.
- La cinta tiene un ancho de 32 mm y consta de tres franjas verticales iguales de moire (blanco, púrpura, y blanco).